# إميلي مارتن (مجدفة)
إميلي مارتن (بالإنجليزية: Emily Martin)‏ هي مجدفة أسترالية، ولدت في 9 مايو 1979 في ملبورن في أستراليا.

## وصلات خارجية
- إميلي مارتن على موقع الاتحاد الدولي للتجديف (الإنجليزية)
- إميلي مارتن على موقع اللجنة الأولمبية الدولية (الإنجليزية)
- إميلي مارتن على موقع أوليمبيديا (الإنجليزية)
- إميلي مارتن على موقع اللجنة الأولمبية الأسترالية (الإنجليزية)